# Le Conquérant (film)
Pour les articles homonymes, voir Le Conquérant.
Pour plus de détails, voir Fiche technique et Distribution.
Le Conquérant (The Conqueror) est un film américain de Dick Powell sorti en 1956, portant sur l'histoire de l'avènement de Gengis Khan.
Malgré un score honorable au box office américain, le film est un échec critique. Son tournage est marqué par la contamination de nombreux acteurs et techniciens en raison de la proximité d'un site d'essais nucléaire de l'armée américaine.

## Synopsis
Temujin et son frère Jamuga, chefs des hordes mongoles, enlèvent Bortai, la fille du chef tartare Kumlek. Au terme d'intrigues et de batailles, Temujin deviendra Gengis Khan.

## Fiche technique
- Titre : Le Conquérant
- Titre original : The Conqueror
- Réalisateur : Dick Powell
- Scénariste : Oscar Millard
- Musique : Victor Young
- Photographie : Joseph LaShelle, William E. Snyder (crédité William Snyder), Leo Tover et Harry J. Wild
- Montage : Robert Ford et Kennie Marstella
- Direction artistique : Carroll Clark et Albert S. D'Agostino
- Décors de plateau : Al Orenbach et Darrell Silvera
- Costumes : Yvonne Wood et Michael Woulfe (pour Susan Hayward)
- Production : Howard Hughes, Dick Powell et Richard Sokolove (producteur associé)
- Société de production et de distribution : RKO Pictures
- Pays de production : États-Unis
- Genre : Film d'aventure, Film historique, Film d'action
- Format : couleur (Technicolor) - Son : mono (Western Electric Recording)
- Durée : 111 minutes
- Dates de sortie :
  - États-Unis : 22 février 1956 (Los Angeles)
  - États-Unis : 28 mars 1956 (sortie nationale)
- Cascades : Jack N. Young

## Distribution

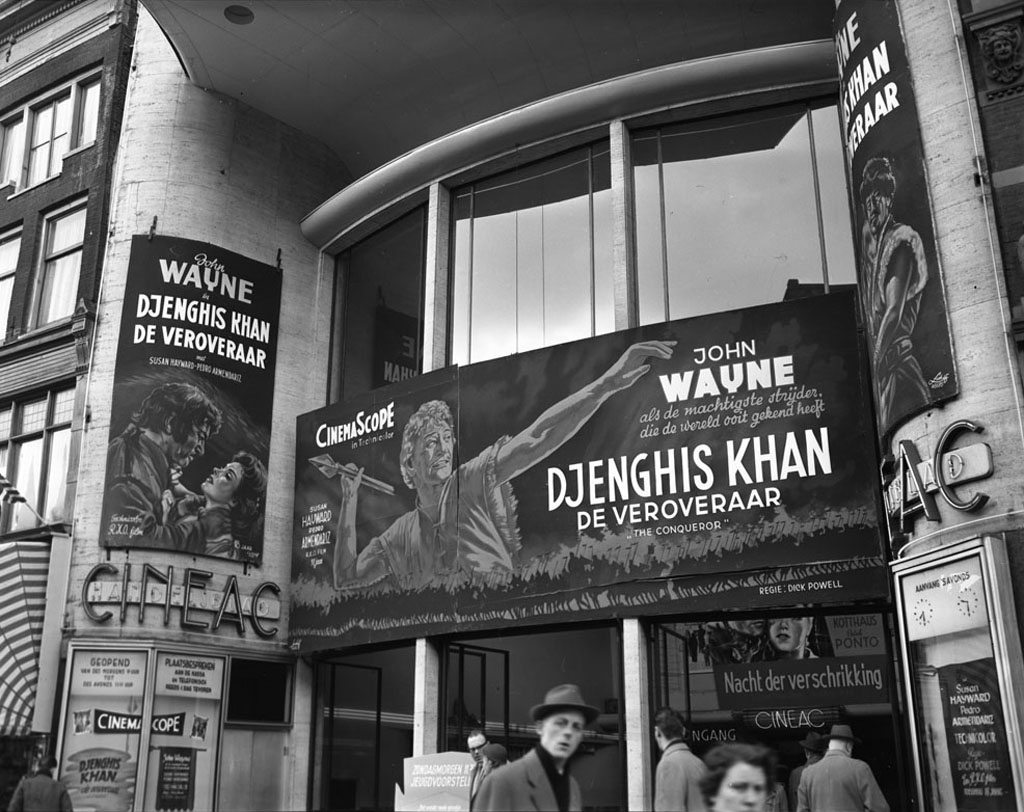
John Wayne à l'affiche d'un cinéma d'Amsterdam en avril 1956.

- John Wayne  (V.F : Raymond Loyer) : Temujin, puis Gengis Khan
- Susan Hayward  (V.F : Jacqueline Ferrière) : Bortai
- Pedro Armendáriz (V.F : Georges Aminel) : Jamuga
- Agnes Moorehead (V.F : Germaine Kerjean) : Hunlun
- Thomas Gomez : Wang Khan
- John Hoyt  (V.F : Pierre Asso) : Shaman
- William Conrad  (V.F : Jean Davy) : Kasar
- Ted de Corsia  (V.F : Jean Brochard) : Kumlek
- Leslie Bradley  (V.F : Jean-Henri Chambois) : Targutai
- Lee Van Cleef  (V.F : Jacques Beauchey) : Chepei
- Peter Mamakos : Bogurchi
- Leo Gordon : Capitaine tartare
- Richard Loo : Capitaine de la garde de Wang Khan
- Michael Wayne (non crédité) : Garde mongol

## Les cancers des participants du film
Les scènes d'extérieur sont tournées en 1953 à Saint George, dans l'État américain de l'Utah, près de Yucca Flat, terrain d'essais nucléaires atmosphériques de l'armée américaine, dans un désert où le vent et les tempêtes de sable disséminent la radioactivité (explosion de la bombe « Harry » du 19 mai 1953). L'équipe de tournage est exposée pendant trois mois à des radiations 400 fois supérieures à la dose normale acceptée. Elle totalisait 220 personnes ; sur ce nombre, 91 ont développé avant 1981 une forme de cancer et 46 en sont morts, y compris John Wayne. Ce taux de cancer est environ trois fois supérieur à la normale.
- John Wayne a eu un cancer du poumon en 1964 et perdit un poumon. En 1979, il meurt d'un cancer de l'estomac[2]. Toutefois, il était aussi un grand fumeur.
- Dick Powell meurt en 1963 d'un lymphome à 58 ans.
- Pedro Armendáriz, atteint d'un cancer, se suicide en 1963.
- Agnes Moorehead meurt le 30 avril 1974 des complications d'un cancer du sein. Elle fumait également beaucoup.
- Susan Hayward meurt le 14 mars 1975, à 57 ans, d'une tumeur du cerveau.
- John Hoyt meurt d'un cancer en 1991 à 85 ans.

## Réception
Le film a connu un succès relatif au box-office en engrangeant 4.5 millions de dollars de bénéfice, ce qui en fait le 11ème film de l'année 1956. Mais à la suite de son échec critique, Howard Hughes, dont ce fut la dernière production, a tenté de faire disparaître toutes les copies du film et a refusé les diffusions télévisées. Le film n'est réapparu que lorsque le catalogue de RKO Pictures est devenu la propriété de Paramount Pictures en 1979.
La présence de John Wayne dans le rôle de Genghis Khan est fréquemment citée comme l'une des « erreurs de casting » les plus notoires de l'histoire du cinéma. Un ouvrage publié en 1996, consacré aux castings improbables du cinéma américain, prend Le Conquérant pour symbole du genre en s'intitulant Starring John Wayne As Genghis Khan, sous-titré « Hollywood's All-time Worst Casting Blunders ».